# Вишеград (Болгарія)
Вишегра́д (болг. Вишеград) — село в Кирджалійській області Болгарії. Входить до складу общини Кирджалі.

## Населення
За даними перепису населення 2011 року у селі проживали 372 особи.
Національний склад населення села:
| Національність   | Кількість осіб | Відсоток |
| ---------------- | -------------- | -------- |
| турки            | 343            | 96,9%    |
| болгари          | 10             | 2,8%     |
| цигани           | 0              | 0%       |
| Всього відповіли | 354            |          |

Розподіл населення за віком у 2011 році:
Динаміка населення: